# Nyctemera suprapallida
Nyctemera suprapallida là một loài bướm đêm thuộc phân họ Arctiinae, họ Erebidae.